# Nasce una stella
Nasce una stella (Something to Shout About) è un film del 1943 diretto da Gregory Ratoff.
È un musical statunitense con Don Ameche, Janet Blair e Jack Oakie. Il film si svolge dietro le quinte di un'immaginaria commedia di vaudeville. Ottenne una nomination per gli Oscar alla migliore canzone (Cole Porter per You'd Be So Nice to Come Home to) e una nomination per gli Oscar alla migliore colonna sonora (Morris Stoloff) del 1944.

## Produzione
Il film, diretto da Gregory Ratoff su una sceneggiatura di Lou Breslow, Edward Eliscu e George Owen con il soggetto di Fred Schiller, fu prodotto da Gregory Ratoff per la Columbia Pictures Corporation. I titoli di lavorazione furono Wintergarden e The Gang's All Here.

## Colonna sonora
- You'd Be So Nice To Come Home To - di Cole Porter, cantata da Janet Blair e Don Ameche
- I Always Knew - scritta da Cole Porter
- Hasta Luego - scritta da Cole Porter

## Distribuzione
Il film fu distribuito con il titolo Something to Shout About negli Stati Uniti dal 25 febbraio 1943 al cinema dalla Columbia Pictures.
Altre distribuzioni:
- in Portogallo il 4 ottobre 1943 (Saúde, Dinheiro e Amor)
- in Svezia il 27 maggio 1944 (Skräll på Broadway)
- in Danimarca il 16 agosto 1947 (Halløj på Broadway)
- in Finlandia il 6 ottobre 1950 (Kuu on pyöreä)
- in Brasile (Canta, Coração!)
- in Grecia (Kati pou xetrellainei)
- in Italia (Nasce una stella)

## Critica
Secondo il Morandini il film è un "gradevole musical, con belle canzoni di Cole Porter," che all'epoca ottenne un discreto successo.